# Cantonul Le Vésinet
Cantonul Le Vésinet este un canton din arondismentul Saint-Germain-en-Laye, departamentul Yvelines, regiunea Île-de-France , Franța.

## Comune
- Montesson
- Le Vésinet (reședință)